# Болгарский народный танец

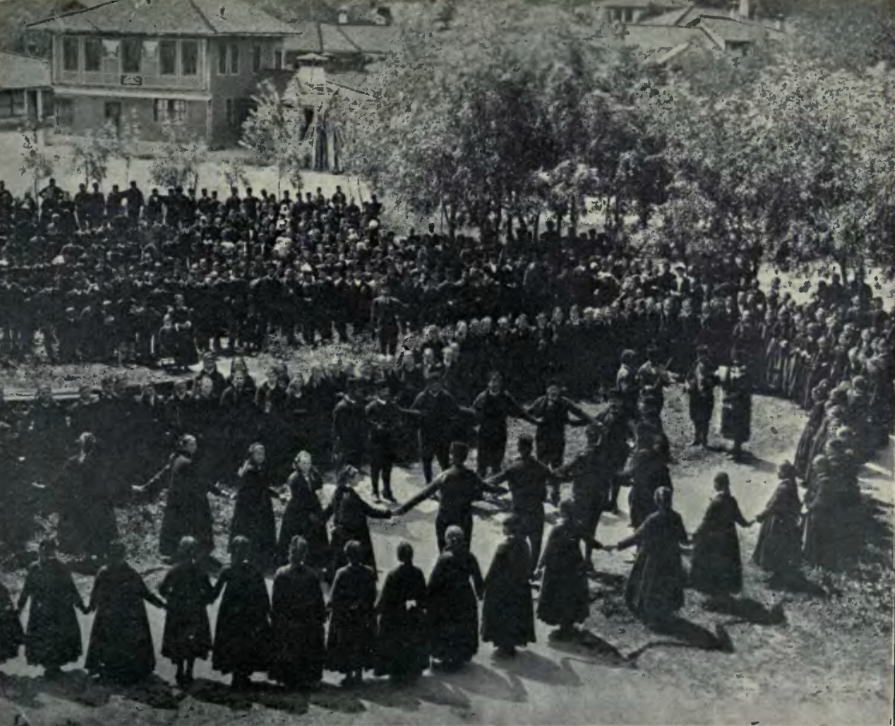
Болгарские крестьяне танцуют «хоро»

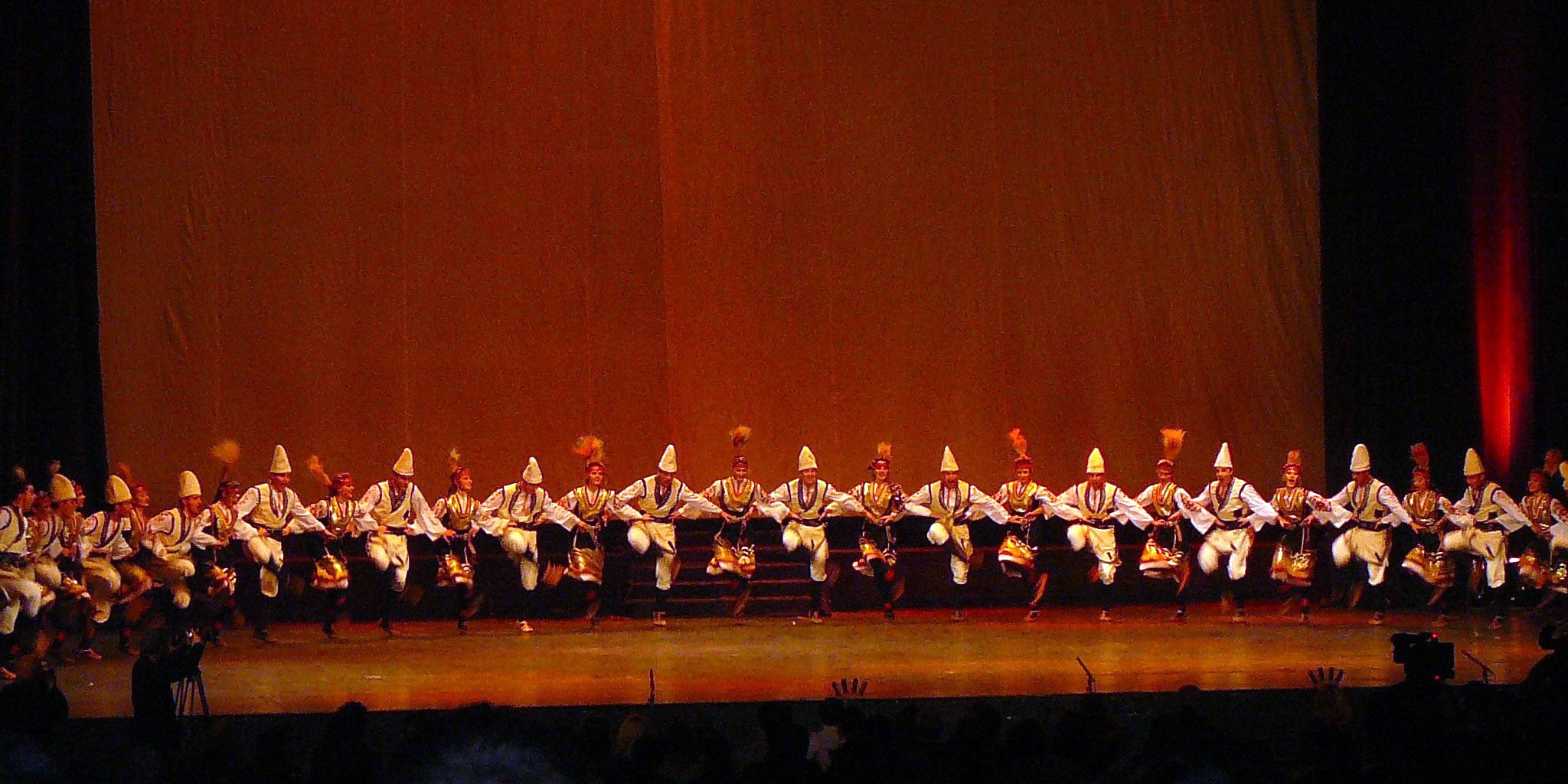
Танцевальный ансамбль «Булгаре»

Болгарский народный танец  — танцевальное искусство болгарского народа.
Болгарские народные танцы имеют богатые традиции. В болгарской хореографии традиционно преобладают массовые танцы. Виды танцев различаются в зависимости от региона. Многие танцы с давних времён исполняются под двухголосое или хоровое пение. Болгарские танцы имеют сложный ритмометрический рисунок. У многих музыкальная и танцевальная фраза не совпадают.
Танцы являются одним из самых распространённых видов народного творчества в Болгарии. Они бывают обрядовыми, карнавальными, календарно-праздничными и трудовыми.
Среди наиболее популярных видов танца — хоро (от греч. хоро́с «танец») и рыченицы, их танцуют по всей стране. В некоторых областях распространены местные виды танцев. Особенно много таких танцев в Северной, Шопской, Фракийской, Добружанской и Родопской областях. Например, в Северной области распространён танец «пайдушко-хоро». Для севера Болгарии также характерны танцы «дайчово» и «дунавско». Для гористой Шопской области характерны темпераментные танцы с «трамплинными» движениями. Среди танцев этого региона: «шопско-хоро», «граовско-хоро», «трынско-хоро», «четворно», «бистришка-копаница», «самоковско-хоро» и другие. Во Фракийской области распространены хороводные танцы сложной структуры, из наиболее характерных танцев: «сэлскота», «седи донка», «камишица», «сливенско-хоро», «додено-хоро», «кокиче» и другие. В равнинной Добружанской области распространены танцы «сборенка», «опас», «сэй баба боб» и другие.
Сейчас Болгарские народные танцы как правило исполняются под аккомпанемент народного оркестра, состоящего из гайды (волынки), кавалы (дудки), тамбура (типа балалайки), тыпана (барабана). Существует ряд профессиональных ансамблей народного танца.

## Виды танцев
- Хоро (болг. хоро) — это массовый танец, разновидность хоровода. Он может исполняться любым количеством участников независимо от пола. Исполнители танца держатся за руки, за пояса или кладут руки друг другу на плечи. Для танца характерны движения по кругу, линиями, зигзагами, вперёд и назад, из стороны в сторону[2].
  - Пайдушко-хоро — разновидность хоро, распространённая в Северной области Болгарии. Может исполняться любым количеством участников независимо от пола. Исполнители танца держатся за руки и идут по кругу, линейкой или змейкой. Музыкальный размер 5/16[4].
  - Ситно-хоро — разновидность хоро, распространённая в Северной области Болгарии, исполняется только женщинами. Исполнительницы танца держатся за руки, ходят из стороны в сторону, вперёд и назад. Музыкальный размер 2/4[5].
  - Граовско-хоро — массовый танец, распространённый в Шопской области Болгарии. Исполняется юношами вместе с девушками. Исполнители танца держатся за пояса друг друга. Двигаются вначале по прямой, а затем по кругу. Танец является темпераментным и жизнерадостным. Музыкальный размер 2/4[6].
  - Трынско-хоро — массовый мужской танец, распространённый в Шопской области Болгарии. Имеет высокую техническую сложность из-за своеобразных движений ног. Исполнители танца держатся за пояса друг друга. Двигаются вперёд, назад и из стороны в сторону, сохраняя линию. Музыкальный размер 2/4[7].
  - Четворно-хоро является традиционным танцем для Шопской области Болгарии. Исполняется женщинами, но в редких случаях его могут танцевать и мужчины. Для танца характерны острые, отрывистые движения. Музыкальный размер 7/8[7].

- Рыченица (болг. ръченица) — это импровизационный танец. Его исполняют двое танцоров, как и юноши, так и девушки. Партнёры находятся друг напротив друга, не держась за руки. Один или оба держат в руке платок[2].

- Кокиче — массовый танец, распространённый во Фракии. Исполняется юношами вместе с девушками. Исполнители танца держатся за пояса или за руки друг друга. Двигаются по кругу цепочкой, спиралью, линией из стороны в сторону, вперёд и назад. Музыкальный размер 11/16[7].